# Клейнмихель, Константин Петрович
Граф  Константин Петрович Клейнмихель  (5 (17) сентября 1840 — 26 октября (8 ноября) 1912) — действительный статский советник из рода Клейнмихелей, почётный гражданин Курска, владелец (с 1879 года) поместья Ивня. После его смерти и до 1917 года владелицей усадьбы была его дочь Клеопатра с мужем .

## Биография
Родился 5 (17) сентября 1840 года в семье николаевского министра П. А. Клейнмихеля и его жены Клеопатры Петровны, урождённой Ильинской. Многие считали его, как и других детей Клейнмихеля, рождёнными от связи Варвары Нелидовой с императором Николаем I. Вступил в службу офицером 6 (18) июня 1857 года. Участвовал в подавлении польского восстания 1863 года и за отличие награждён орденом Святого Станислава 3-й степени с мечами и бантом. В том же году в чине поручика лейб-гвардейского Преображенского полка был откомандирован в распоряжение генерал-губернатора Северо-Западного края генерала от инфантерии Муравьёва, который и назначил его в различные следственные комиссии.
29 апреля (11 мая) 1866 года граф Константин Петрович был командирован в следственную комиссию под председательством генерала от инфантерии Муравьёва. После покушения 4 (16) апреля 1866 года Каракозова на императора ему были предоставлены права члена комиссии.
19 (31) марта 1869 года он назначен состоять по особым поручениям при Киевском, Подольском и Волынском генерал-губернаторе, с зачислением по армейской кавалерии майором. 28 марта (9 апреля) 1871 года в сравнении со сверстниками произведён в полковники, а 25 июля (6 августа) 1872 года за отличие произведён в полковники оба раза с оставлением в должности.
21 марта (2 апреля) 1882 года он был уволен от службы, для определения к статским делам с награждением чином в статские советники, затем 24 апреля (6 мая) назначен состоять при Министерстве внутренних дел. 16 декабря 1886 года (по ст. стилю) в соединенном заседании Курских губернского земского собрания и городской думы, избран на должность почётного попечителя Курского реального училища. 18 декабря 1889 года снова избран на ту же должность.
1 (13) января 1890 года произведён в действительные статские советники. 13 (25) февраля 1892 года последовало Высочайшее соизволение на присвоение ему согласно ходатайству Курского городского общества звания почётного гражданина Курска. Клейнмихель избирался почётным мировым судьей по Курскому, Обоянскому и Мглинскому уездам. Состоял от священного Синода почётным попечителем всех церковно-приходских школ и школ грамотности по всему Оболенскому уезду Курской губернии.

## Клейнмихель в Курске
Клейнмихель являлся крупным землевладельцем, имевшим поместья в Обоянском, Льговском и других уездах Курской губернии, владел Почепом, в Мглинском уезде Черниговской губернии, был егермейстером высочайшего двора («за отличие»,  1 (14) сентября 1902), почётным гражданином города Курска. Один из основных владельцев акционерного «Общества Курско-Киевской ж.-д.», владелец Курско-Ржавского сахарно-рафинадного и Ивнянского свеклосахарного заводов.
За южной окраиной Курска Константин Петрович владел большим лесом, раскинувшимся на обоих берегах Сейма (его часть ныне — лесопарк «Солянка»). В этом лесу он построил самую крупную в Курске мельницу, молочную, свино- и птицефермы, а также 4-квартирные дома для рабочих и служащих мельницы и 2-квартирные дома для работающих на фермах, 2-этажный рабочий клуб, школу и др. постройки. Немало средств Клейнмихель вкладывал в организацию многочисленных благотворительных музыкальных концертов для малоимущих, в которых принимала непосредственное участие его жена. Курская городская усадьба Клейнмихеля была расположена в доме № 12 по ул. Золотой, сохранившемся до настоящего времени. В 1896 году Клейнмихель продал это здание Курскому обществу для размещения в нём бесплатной больницы для бедных.

## Семья
1-й брак — графиня Нина Викторовна Канкрин, дочь  В. Е. Канкрина и внучка  Е. Ф. Канкрина. В браке родился сын Петр, который после смерти матери воспитывался у ее родителей. Скоропостижно скончался молодым, похоронен в имении отца в Ивне.
2-й брак (с 1884) — Екатерина Николаевна Богданова (1867— ?), дочь курского губернского предводителя дворянства в 1881—1887 гг. Николая  Алексеевича Богданова.
Их дети:
- Клеопатра (1886—1966), замужем (с 28 апреля 1910 года)[7] за Георгием Викторовичем Мартыновым (1880–1924). Сотрудница Русского Красного креста, возглавляла сестричество Серафимо-Дивеевской общины во Франции, похоронена в Муазене. Их дети Константин и Софья умерли до 1920 года в Крыму. Клеопатра Константиновна и ее муж эмигрировали из Советской России.
- Владимир (1888—1917), окончил Пажеский корпус, служил в лейб-гвардии Гусарском полку. Заколот штыками солдатами Лужского гарнизона[8][9].
- Наталья (1890—1988), фрейлина императрицы Александры Федоровны, не замужем. После 1917 года — в эмиграции.
- Елена (1893—1982). 1-й брак — Всеволод Всеволодович Пущин (1883–1914, погиб в Первую мировую войну[10]). 2-й брак — князь Николай Петрович Трубецкой. Дочь — Елена Всеволодовна Пущина (в замуж. Хазова; 1913—2001, Париж).  Эмигрировала, работала манекенщицей в доме моды Феликса Юсупова.
- Ольга (1894—1981). Автор книги мемуаров «Потрясение» (Париж, 1988), одна из глав которой посвящена родовому имению Клейнмихелей в селе Ивня-Троицкое Обоянского уезда Курской губернии.  Ольга Константиновна была фрейлиной императрицы Александры Федоровны, дружила с великими княжнами Ольгой Николаевной и Татьяной Николаевной. Муж Ольги Константиновны — Павел Алексеевич Воронов (1886–1969), единокровный брат писательницы Лидии Чарской, был мичманом на императорской яхте «Штандарт». В 1920 году эмигрировали, жили в США, а после его смерти Ольга Константиновна переехала в Австралию к дочери Татьяне (род. 1922) и внучке Александре.  Александра де Фиркс в настоящее время живет в Мельбурне, и ведет блог, посвященный истории ее семьи[11].

Дочери К.Клеймихеля — Клеопатра, Наталья (Тата) и Елена (Элла) были дружны с детьми великого князя Павла Александровича — Марией Павловной и Дмитрием Павловичем.

## Награды
- Орден Святого Станислава III степени с мечами и бантом[4]
- Орден Святой Анны II степени
- Орден Святого Владимира III степени
- Орден Святого Станислава I степени
- Медаль «В память царствования императора Александра III»
- Медаль «В память коронации Императора Николая II»
- Медаль «За усмирение польского мятежа»